# NGC 4433
NGC 4433 é uma galáxia espiral barrada (SBab) localizada na direcção da constelação de Virgo. Possui uma declinação de -08° 16' 45" e uma ascensão recta de 12 horas, 27 minutos e 38,5 segundos.
A galáxia NGC 4433 foi descoberta em 16 de Março de 1828 por John Herschel.